# Ma’arratmatir
Ma’arratmatir (arab. معرتماتر) – miejscowość w Syrii, w muhafazie Idlib. W 2004 roku liczyła 1961 mieszkańców.